# Mahmud Dscham

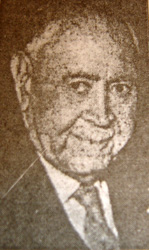
Mahmud Dscham

Mahmud Dscham, auch Mahmud Modir al-Molk (persisch محمود جم; * 1884 in Täbris; † 1969 in Teheran), war Senator, Botschafter in Ägypten und Italien, Gouverneur von Kerman und Chorasan, Finanzminister, Innenminister, Hofminister und Premierminister Irans.

## Leben
Mahmud Dscham kam 1884 in Täbris zur Welt. Er begann seine berufliche Laufbahn als Lehrling eines französischen Apothekers in Täbris. Nach seiner Lehre verließ er die Stadt und arbeitete die nächsten acht Jahre als Übersetzer und Sekretär an der französischen Botschaft in Teheran.
1919 wurde er von Premierminister Hassan Vosough zum Leiter der staatlichen Getreidebevorratung und Getreideverteilung ernannt. Premierminister Hassan Pirnia ernannte ihn 1920 zum Schatzkanzler.
Im Sommer 1920 wurde Mahmud Dscham Mitglied des von Seyyed Zia al Din Tabatabai gegründeten Komiteh Ahan (Eisernes Komitee). Nach dem Putsch gegen Premierminister Fathollah Akbar Sepahdar im Jahre 1921 übernahm er im Kabinett von Premierminister Seyyed Zia al Din Tabatabai das Amt des Außenministers. Im Kabinett von Premierminister Reza Khan war Mahmud Dscham Finanzminister.
Nach der Absetzung Ahmad Schahs und der Ernennung Reza Khans zum Schah durch das iranische Parlament wurde Mahmud Dscham Gouverneur von Kerman und später dann von Chorasan.
1933 übernahm er das Innenministerium und im Dezember 1935 wurde Mahmud Dscham Premierminister. Er sollte dieses Amt bis zum Oktober 1939 bekleiden. Nach seiner Ablösung als Premierminister durch Ahmad Matin-Daftari übernahm Mahmud Dscham das Amt des Hofministers. In dieser Funktion erlebte er 1941 die Anglo-sowjetische Invasion des Iran, die Abdankung Reza Schahs und die Ernennung von Mohammad Reza Pahlavi zu seinem Nachfolger. Im September 1941 trat er als Hofminister zurück und wurde Botschafter in Ägypten. 1948 übernahm er noch einmal das Amt des Hofministers.
Nach seiner Tätigkeit als iranischer Botschafter in Italien wurde er Mitglied des Senats, der 1949 neu gegründeten zweiten parlamentarischen Kammer des Iran. Er blieb Senator bis zu seinem Tode im Jahr 1969.